# Douglas Stuart
Douglas Stuart (Glasgow, 31 de mayo de 1976) es un escritor y diseñador de moda escocés-estadounidense. Su primera novela, Historia de Shuggie Bain, recibió el Premio Booker en 2020 y fue aclamada por la crítica. En 2022 publicó su segunda novela, Young Mungo, que también recibió una excelente opinión crítica.

## Biografía
Stuart nació en Sighthill, una urbanización en Glasgow, Escocia. Era el menor de tres hermanos. Su padre lo dejó a él y a su familia cuando era joven, y fue criado por una madre soltera que luchaba contra el alcoholismo y la adicción. Su madre murió de problemas de salud relacionados con el alcoholismo cuando él tenía 16 años. Posteriormente, cuando él escribiría su primera novela ganadora del Premio Booker, Historia de Shuggie Bain, el libro se inspiraría en sus luchas, las luchas de su madre mientras luchaba contra el alcoholismo y su relación con su madre. Hablando de su madre, dice: "Mi madre murió muy silenciosamente de adicción un día". Después de la muerte de su madre, vivió con su hermano mayor antes de mudarse a una pensión cuando tenía 17 años.
Escribiendo en Lithub sobre la vida de la clase trabajadora a fines de los años setenta y ochenta, señala que creció en una casa sin libros y rodeado de pobreza. Este fue el momento en que las políticas económicas de la era Thatcher habían "diezmado al hombre trabajador", alejando la industria de la costa oeste de Escocia, dejando atrás el desempleo masivo, el alcoholismo y el abuso de drogas.
Recibió una licenciatura del Scottish College of Textiles y una maestría del Royal College of Art de Londres. No tenía una educación formal en literatura y señala que, si bien quería estudiar literatura inglesa en la universidad, un maestro lo desanimó de elegir la materia que mencionó que "no le conviene a alguien de su formación", lo que le llevó a estudiar textiles posteriormente en lugar.

### Trayectoria literaria
Stuart se mudó a la ciudad de Nueva York a la edad de 24 años para comenzar una carrera en el diseño de moda. Trabajó para muchas marcas, incluidas Calvin Klein, Ralph Lauren, Banana Republic y Jack Spade, durante más de 20 años. Stuart equilibró su escritura con su trabajo de diseño. Se observa que comenzó a escribir su primera novela cuando equilibraba turnos de 12 horas como director sénior de diseño en Banana Republic. Antes de que se publicara su primera novela, sus trabajos aparecieron en The New Yorker y en LitHub.
Su primera novela, Historia de Shuggie Bain, ganó el Premio Booker 2020, elegido por un panel de jueces compuesto por Margaret Busby (presidenta), Lee Child, Sameer Rahim, Lemn Sissay y Emily Wilson. Stuart es el segundo autor escocés en ganar el Premio Booker en sus 51 años de historia, después de que fue otorgado en 1994 a James Kelman por How Late It Was, How Late, cuyo libro Stuart ha acreditado con el cambio de su vida, ya que fue "una de las primeras veces que vio a su pueblo y dialecto en la página".  Stuart dijo: "Cuando James ganó a mediados de los 90, las voces escocesas fueron vistas como disruptivas y fuera de la norma".
Historia de Shuggie Bain también fue seleccionado para la Medalla Andrew Carnegie a la Excelencia en Ficción 2021, preseleccionado para el Primer Premio de Novela del Centro de Ficción 2020, y fue finalista tanto del Premio Kirkus 2020 como del Premio Nacional 2020. Premio al libro de ficción. Sin embargo, cuando Stuart escribió la novela, las respuestas de los editores no fueron tan alentadoras, y el libro fue rechazado por 32 editoriales estadounidenses (así como una docena en el Reino Unido), antes de que finalmente se vendiera a American el editor independiente Grove Atlantic, que lo publicó en tapa dura el 11 de febrero de 2020. Shuggie Bain fue posteriormente publicado en el Reino Unido por el sello Picador de Pan Macmillan.
La novela recibió una cobertura de revisión generalmente favorable una vez que se publicó, incluso en The Observer, The New York Times, The Scotsman,The TLS, The Hindu y en otros lugares. El libro fue elogiado por su retrato auténtico de la clase trabajadora postindustrial de Glasgow de los años 80 y principios de los 90, y también por su captura de la "voz irónica e infatigable de Glasgow en todos sus diversos matices de ingenio, ira y esperanza". Hablando en la ceremonia de entrega del Premio Booker, Margaret Busby, presidenta del panel, señaló que el libro estaba destinado a ser un clásico y pasó a describir el trabajo como un "retrato conmovedor, inmersivo y lleno de matices de un mundo social, su gente y sus valores ”.
En noviembre de 2020, Stuart reveló que había terminado su segunda novela, Loch Awe (y que eventualmente sería titutalada Young Mungo), también ambientada a mediados de la década de 1990 en Glasgow. El libro es una historia de amor entre dos jóvenes, ambientada en el contexto del Glasgow postindustrial, con sus bandas territoriales y divisiones a través de líneas sectarias. En sus palabras, el libro trata sobre la "masculinidad tóxica" y la violencia que puede derivarse de las presiones sobre los niños de la clase trabajadora para que se hagan "hombres".

## Obras
Novelas
- Historia de Shuggie Bain (2020)
- Un lugar para Mungo (2022)